# Dornier Komet

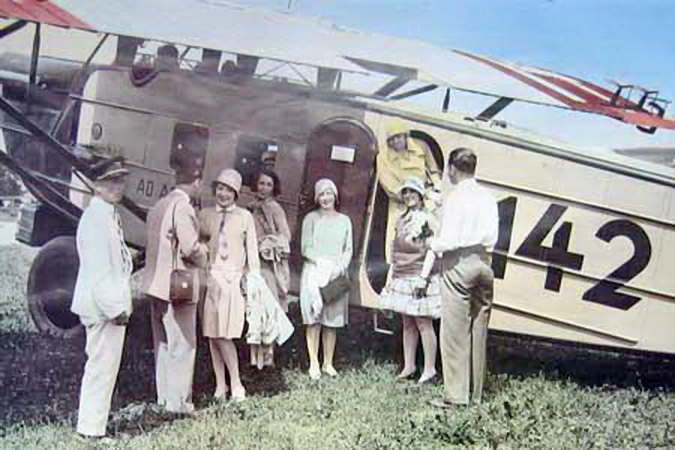
Dornier Merkur (CH 142) operado pela Ad Astra Aero (1927)

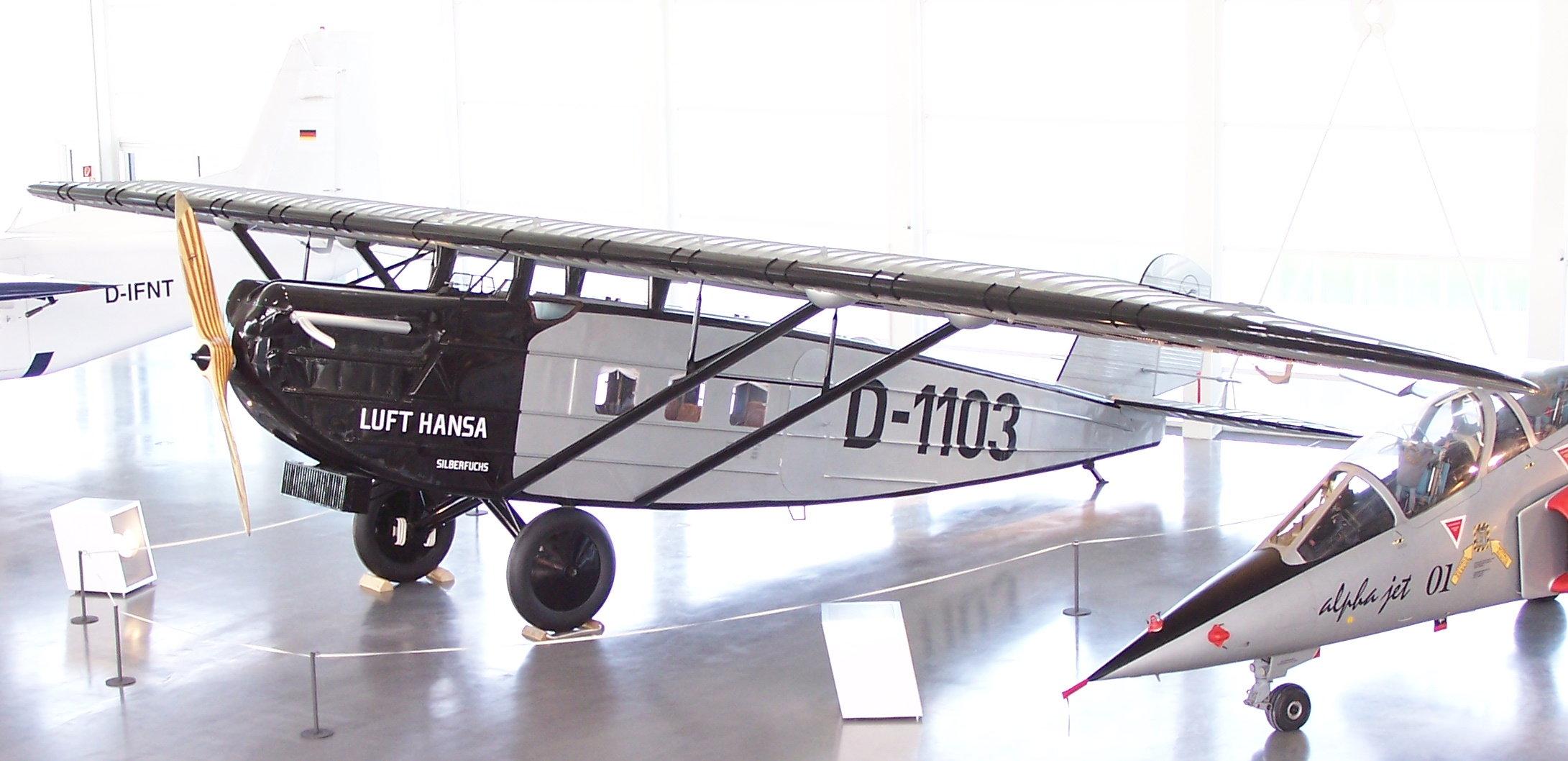
Réplica de um Dornier Merkur em exibição

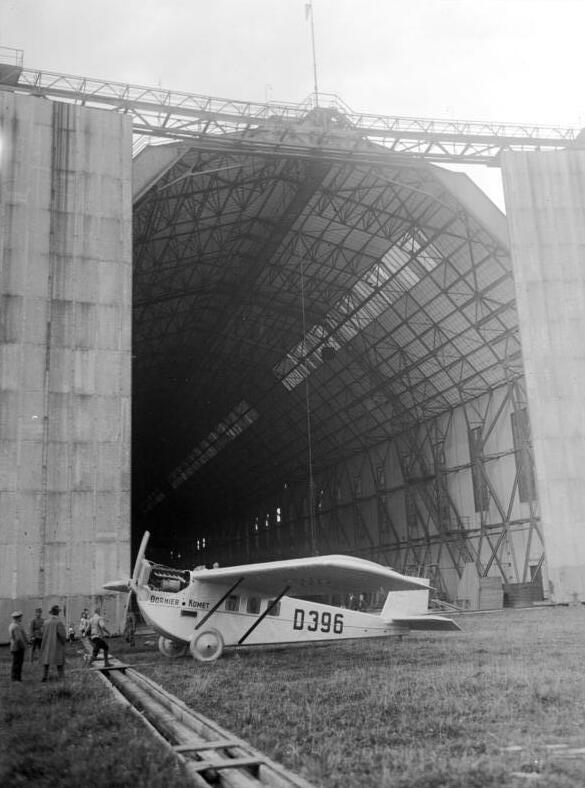
Dornier Komet

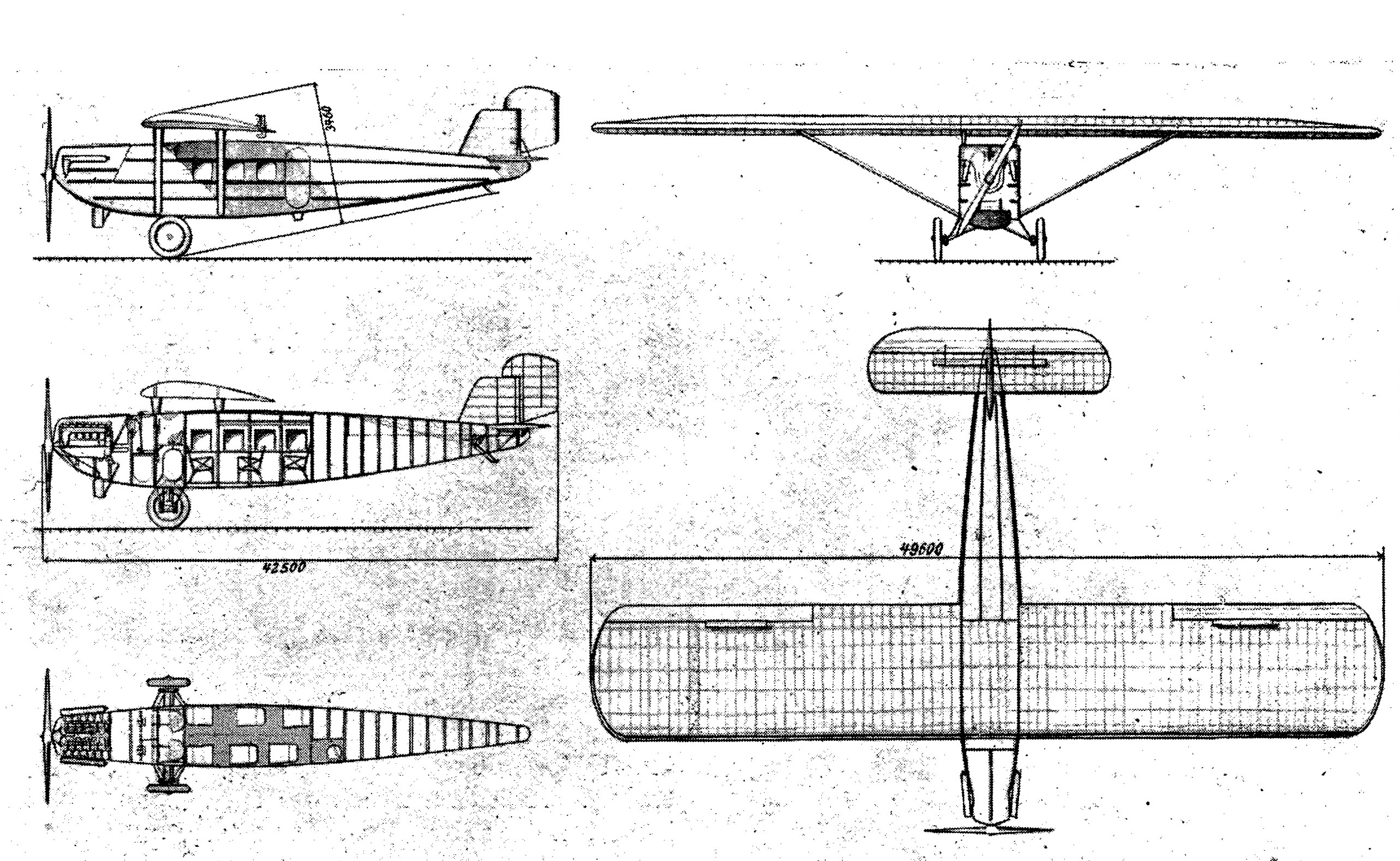
Desenho do Dornier Merkur na NACA Aircraft Circular No.30

Dornier Komet ("Comet"), Merkur ("Mercury"), Do C, Do D, e Do T foram uma família de aeronaves fabricadas na Alemanha durante a década de 1920, originalmente como um pequeno avião comercial, mas servindo também como aeronave militar. Os primeiros modelos da série eram basicamente versões terrestres do hidroavião Delphin, e apesar da série Delphin e Komet/Merkur divergirem entre si, as alterações e refinamentos em um projeto eram frequentemente incorporados no outro. Todas as variantes tinham um trem de pouso convencional, sendo monoplanos, monomotores e de asa alta com montantes. 

## Projeto e desenvolvimento
Os primeiros Komet (Do C III Komet I) utilizavam a mesma asa plana retangular, com 17 m de envergadura, a cauda e até mesmo a parte superior da fuselagem, além do motor BMW IIIa de 185 hp (138 kW) do Delphin I, mas teve a parte inferior da fuselagem substituída com uma base simples de folha de metal que incorporava a bequilha do trem de pouso fixo. O motor também foi realocado de sua peculiar posição sobre o nariz do Delphin para uma localização mais convencional no nariz da fuselagem do Komet. Acomodava um piloto e quatro passageiros. Uma versão melhorada, o Do Komet II, voou pela primeira vez em 9 de outubro de 1922 e foi amplamente exportado para países como a Colômbia, Espanha, Suíça e União Soviética. 
O Do Komet III de 1924 foi praticamente um novo projeto, que compartilhou muitos elementos com o Delphin III. A cabine foi aumentada para acomodar outros dois passageiros e uma asa maior, com uma envergadura de 19,6 m, foi acomodada sobre a fuselagem em pequenos montantes. A potência era consideravelmente maior em relação ao Komet I, com o motor Napier Lion de 450 hp (336 kW). Esta versão foi exportada para a Dinamarca e Suécia, sendo também produzida sob licença no Japão pela Kawasaki.

Em 1925, o Komet III foi substituído pelo Do B Merkur I, que vinha com uma uma asa revisada e de maior envergadura. Ao receber o motor BMW VI, ficou conhecido como Do B Bal Merkur II, seguindo a sequência lógica dos Komet que foram remotorizados. O modelo foi amplamente utilizado pela Deutsche Luft Hansa, que tinha cerca de 30 Merkur operando ao mesmo tempo, sendo também exportado para o Brasil, China, Colômbia, Japão e Suíça.
O Do C e Do D foram projetos militares subsequentes, o primeiro um avião de treinamento exportado para o Chile e Colômbia, enquanto o último foi um hidroavião torpedeiro construído para a Marinha Real Iugoslava. A designação Do T foi usada para uma versão terrestre aeromédica.

## Variantes
Do C III Komet I
Primeiro da série Komet
Do Komet II

Do Komet IIIversão maior e mais potente, em uma configuração de quatro a seis assentos.

Do B Merkur I

Do B Bal Merkur II

Do C
Versão militar do Komet III
- Do C-1: caça com dois assentos.
- Do C-2A: versão de reconhecimento.
- Do C-3: versão de reconhecimento.
- Do C-4: Do-10, desenvolvimento do C-1.

Do D

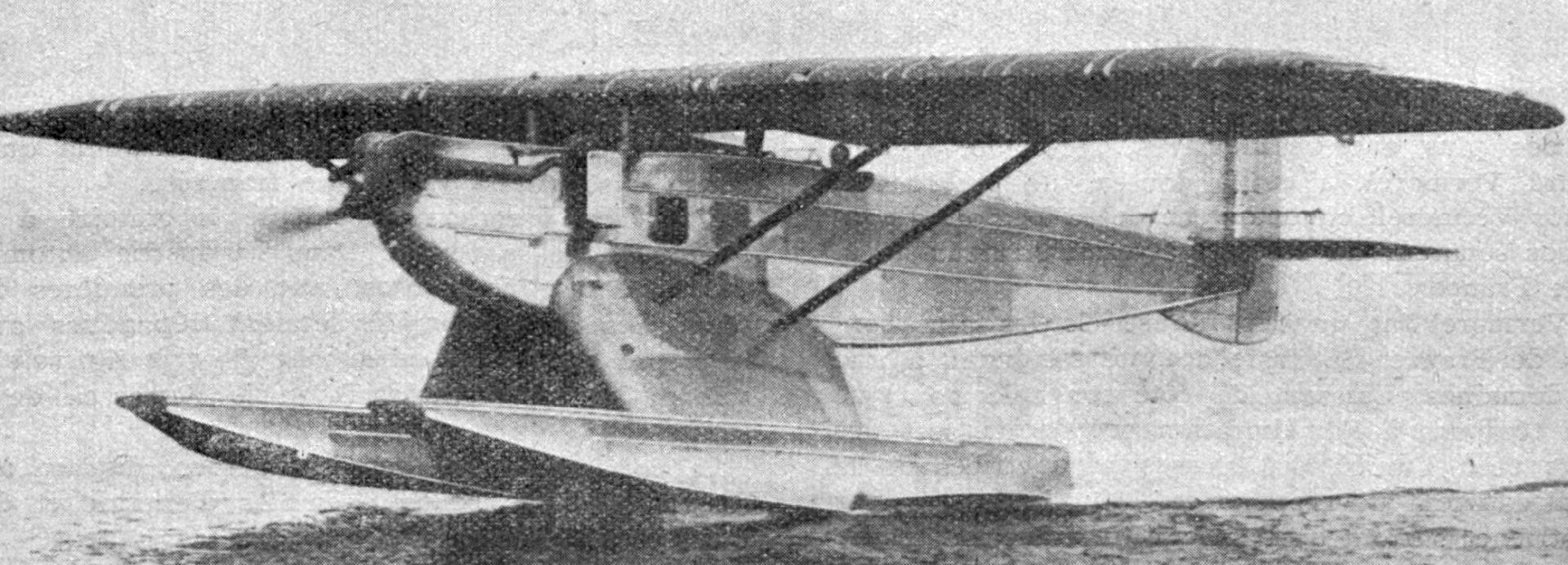
Foto de um Dornier Do D na L'Aérophile, dezembro de 1927

 Um torpedeiro com flutuadores produzido para a Força Aérea Real Iugoslava
Do T
Versão aeromédica

## Operadores

### Operadores civis
Brasil
- Varig - operou um Dornier B Merkur com a matrícula P-BAAB entre 1927 e 1930[5]

 Colômbia
- SCADTA[6]

 Alemanha
- Deutsche Luft Hansa[7]
- Deutsche Luft-Reederei[7]

 Suíça 
- Ad Astra Aero[8]

 Ucrânia
- Ukrvozdukhput[9]

 União Soviética
- Deruluft[6]
- Dobrolyot[6]

### Operadores militares
Chile
- Força Aérea Chilena
- Armada Chilena

 Colômbia
- Força Aérea Colombiana

 Reino da Iugoslávia
- Marinha Real Iugoslava